# Марцинковиці (Казімерський повіт)
Марцинковиці (пол. Marcinkowice) — село в Польщі, у гміні Казімежа-Велька Казімерського повіту Свентокшиського воєводства.
Населення — 161 особа (2011).
У 1975-1998 роках село належало до Келецького воєводства.

## Демографія
Демографічна структура на день 31 березня 2011 року:
|          | Загалом | Допрацездатний вік | Працездатний вік | Постпрацездатний вік |
| -------- | ------- | ------------------ | ---------------- | -------------------- |
| Чоловіки | 78      | 21                 | 46               | 11                   |
| Жінки    | 83      | 10                 | 55               | 18                   |
| Разом    | 161     | 31                 | 101              | 29                   |